# Faux protagoniste

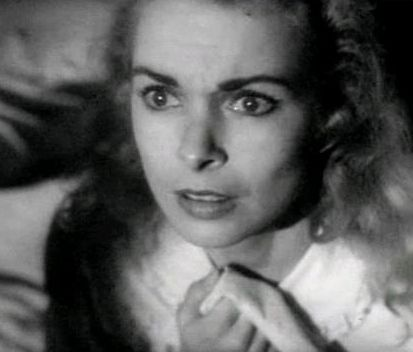
Dans Psychose (1960) d'Alfred Hitchcock, le personnage Marion Crane (interprétée par Janet Leigh) est un exemple de fausse protagoniste. Hitchcock pensait cette perception si importante qu'il a insisté auprès de propriétaires de salles de cinéma pour que ces derniers appliquent une politique de non-admission des personnes en retard ("no late admission" policy).

En fiction, un faux protagoniste est une technique d'écriture consistant à présenter et faire croire au public qu'un personnage est un protagoniste et de lui révéler par la suite que ce n'est pas le cas. Cette technique est souvent utilisée pour créer une discordance, pour accrocher davantage le public en jouant avec ses préconceptions.
Un faux protagoniste est généralement présenté au début d'une œuvre de fiction comme étant un personnage central pour être par la suite éliminé, souvent en étant tué. Son rôle peut également changer au cours de l'histoire en en faisant un personnage secondaire ou en révélant qu'il est en fait un antagoniste.

## Généralités
Au cinéma, on peut faire croire qu'un personnage est le principal protagoniste en utilisant diverses techniques. La plus évidente est de focaliser le scénario sur son rôle, mais elle n'est pas la seule. On peut également utiliser une vedette pour ce faire. En effet, le public suppose généralement que le plus « gros » nom du générique sera un protagoniste. L'utilisation d'une bonne quantité de gros plans peut également être utilisée comme une méthode plus subtile. Le personnage principal d'un film est ainsi généralement vu plus souvent de près que n'importe quel autre personnage, mais cela n'est pas nécessairement immédiatement évident auprès des spectateurs. Le faux protagoniste peut également être utilisé comme narrateur de l'histoire, laissant croire au public que ce dernier survivra pour raconter son histoire plus tard.
Plusieurs des techniques précédentes peuvent également être appliquées à la télévision, bien que la nature épisodique de cette dernière permet une plus grande flexibilité. Ainsi, en terminant un ou plusieurs épisodes avec le faux protagoniste toujours en « place », l’œuvre peut renforcer l'idée que le personnage est un protagoniste. Le changement de personnel entre les épisodes ou les saisons d'une série télévisée peut également créer des faux protagonistes de manière non-intentionnelle lorsque la série est terminée et considérée dans son intégralité.
Dans le domaine du jeu vidéo, un faux protagoniste peut être initialement un personnage jouable pour être par la suite tué ou dévoilé comme étant un antagoniste. Ce média est particulièrement accueillant pour le procédé car les phases d'apprentissages (tutoriels, introductions) sont souvent distincts du reste du jeu, sur le plan scénaristique et/ou ludique (Metal Gear Solid 2 par exemple ou encore Symphony of the Night). 

## Exemples

### Jeu vidéo
- Dans le visual novel / roman vidéoludique Danganronpa V3 : Killing Harmony (2017), Kaede Akamatsu est présentée comme la protagoniste puisque le joueur la joue. Elle finira finalement tuée à la fin du premier chapitre et le reste des chapitres se joueront avec Shuichi Saihara comme protagoniste.
- Dans le teasing de The Last of Us Part II, Joel, étant déjà le personnage principal et protagoniste du premier opus, nous est présenté comme tel dans cette suite. Il sera en fait tué durant les premiers chapitres par Abby, qui est l'un des véritables personnages principaux du jeu avec Ellie.
- Pendant l'acte 1 de Clair Obscur : Expedition 33, le personnage de Gustave fait office de protagoniste étant donné qu'il est le premier personnage jouable introduit dans le prologue du jeu. À la fin de l'acte 1, il est tué par Renoir, l'antagoniste du jeu. Le personnage de Verso prend ensuite sa place de protagoniste.
- Dans Final Fantasy 12, le personnage de Reks que l'on incarne durant le prologue est le frère du protagoniste principal.
- Dans Metal Gear Solid 2, nous commençons avec le personnage de Snake, héros du premier opus, durant un long prologue pour finalement basculer sur Raiden jusqu'à la fin du jeu.

### Littérature
- Les Livres de Samuel commencent avec la naissance de Samuel et focalisent l'attention sur ce dernier. À partir du chapitre 16, l'histoire se concentre sur David[4].
- Dans Le Meilleur des mondes d'Aldous Huxley, on fait croire que Bernard Marx est le personnage principal jusqu'à l'entrée de John le « Sauvage ».
- Dans le premier tome de la série Le Trône de fer de George R. R. Martin, ce dernier focalise l'attention des lecteurs sur Ned Stark tout au long du livre jusqu'à ce que ce dernier soit brusquement exécuté à la fin[5],[6].

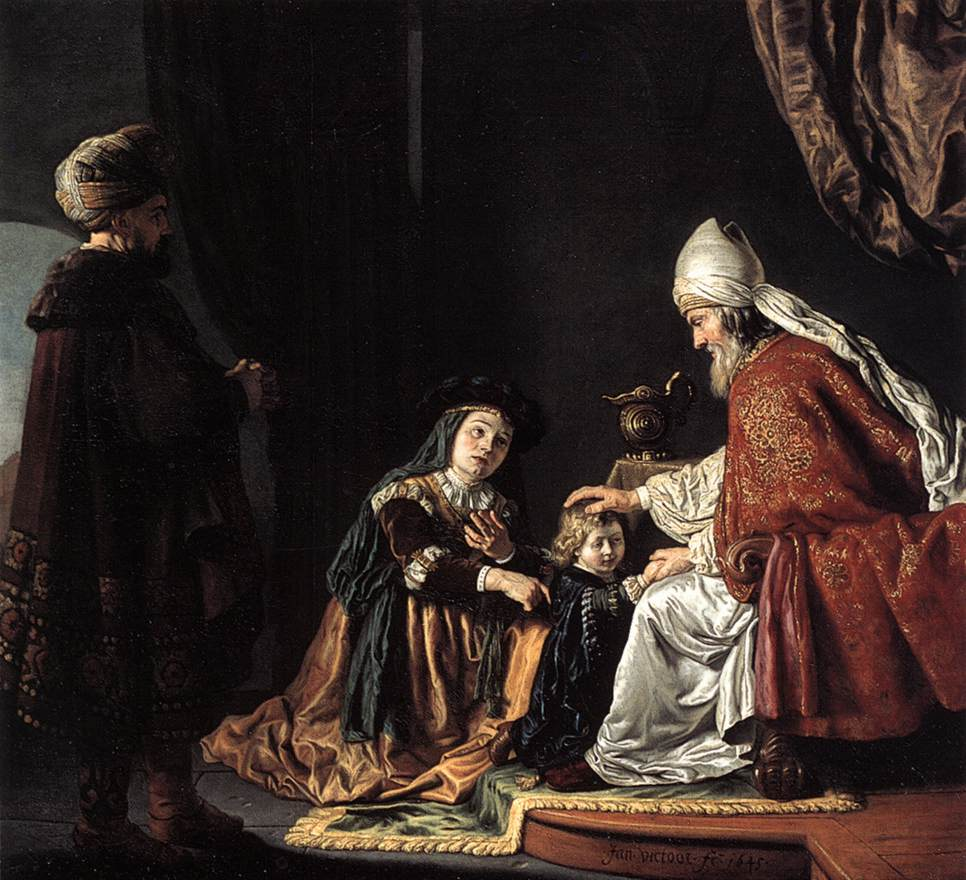
Le Livre de Samuel commence lorsque Samuel est un jeune garçon. Il est le principal centre d'attention des premiers chapitres jusqu'à ce qu'il devienne tranquillement un personnage secondaire.

### Cinéma
- Dans Les Dix Commandements (1923), Moïse est le personnage principal de la première heure du film jusqu'à ce que l'histoire fasse un bond dans les années 1920 et se concentre sur les personnages de John et Dan McTavish.
- Dans Psychose (1960), Marion Crane est présentée comme étant la protagoniste du film avant d'être tuée, rendant le meurtre plus inattendu et choquant. Hitchcock trouvait les scènes d'ouverture avec Marion comme faux protagoniste si importantes que lorsque Psychose est sorti au cinéma, il a insisté pour qu'une politique de non-admission des personnes en retard soit instaurée pour son film.
- La Gorgone (1964) débute avec le Professeur Jules Heitz comme étant le protagoniste, mais celui-ci se fait tuer. Carla Hoffman et Paul Heitz s'avèrent par la suite être les deux véritables protagonistes.
- Wes Craven a inséré à de nombreuses reprises des faux protagonistes dans les films qu'il a réalisés, tels que La Dernière Maison sur la gauche, Les Griffes de la nuit et Scream. Dans Les Griffes de la nuit, le personnage Tina Gray est considérée comme la protagoniste, jusqu'à ce qu'elle se fasse tuer tôt dans le film; Nancy Thompson devient ensuite la véritable protagoniste du film. Bien que Craven n'ait eu aucune implication dans le quatrième volet de la saga de Freddy Krueger, Le Cauchemar de Freddy, ledit film utilise le même procédé narratif avec Kristen Parker qui est progressivement remplacée par Alice Johnson dans le rôle de protagoniste. Concernant Scream, l'actrice Drew Barrymore a été mise en avant pendant le marketing du film, mais son personnage, Casey Becker, se fait tuer dès les 15 premières minutes du film.
- Dans le western  La Loi de la haine (1976) le faux protagoniste est Zach Provo (James Coburn) repris de justice évadé qui tient avec ses hommes la vedette pendant une demi-heure avant qu'on ne le découvre comme le badman justement condamné, antagoniste du vrai héros le shérif Sam Burgade (Charlton Heston), sa fille Suzan (Barbara Hershey) et son futur gendre Hal Brickman (Christopher Mitchum).
- Maniac Cop (1988) introduit Frank McCrae (Tom Atkins) comme protagoniste, mais ce dernier se fait tuer vers la moitié du film. Il est ensuite révélé que le véritable protagoniste est Jack Forest (Bruce Campbell).
- Dans Ultime Décision (1996), Steven Seagal est le chef d'un commando d'élite, décédant dès le début d'une opération de libération d'otages, laissant le personnage de Kurt Russell comme unique protagoniste.
- Dans Peur bleue (1999), Samuel L. Jackson est le plus « gros » nom du film. Il est supposé comme étant un protagoniste jusqu'à ce qu'il meure subitement happé par un requin au milieu du film[7].
- Dans Vidocq (2001) Étienne Boisset (Guillaume Canet), que l'on suit jusqu’à la fin du film dans son enquête, se révèle être l'antagoniste, enquêtant sur ses propres crimes sous une fausse identité afin de trouver et éliminer les témoins.
- Dans No Country for Old Men (2007), Llewllyn Moss (Josh Brolin) est présenté comme le "héros" vecteur d'action avant d'être tué au deux-tiers du récit de manière inattendue.
- Dans The Place Beyond The Pines (2012), Ryan Gosling que l'on pourrait croire personnage central puisque vendu comme tel, par la narration et par la promotion, est finalement tué à la moitié du métrage, puis l'on suit celui qui l'a abattu (incarné par Bradley Cooper), puis son fils adulte (Dane DeHaan) durant le reste du récit.
- Le film 1917 (2019) se concentre d'abord sur le personnage du caporal Tom Blake, avant qu'il ne se fasse abruptement tuer par un pilote allemand.